# 梅苏特·厄齐尔
梅蘇特·厄齐尔（土耳其語：Mesut Özil，德語發音：[ˈmeːzut ˈøːzil]，土耳其語：[meˈsut œˈzil]，（1988年10月15日—），是一名土耳其裔德國前職業足球員，场上司職進攻中場，退役前效力土耳其足球超級聯賽球會巴沙克舒希。2006年，奧斯爾於家鄉球會——德甲的史浩克04開始其職業生涯，並於2008年改投另一間德甲球會云达不来梅。因在2010年世界盃有着出色的表現，西甲球會皇家馬德里簽下奧斯爾。2013年夏季轉會窗的最後一天，他以4250萬英鎊的身價轉會至英超球會阿森納，成為歷史上最高身價的德國足球員。
在國家隊方面，奧斯爾自2006年開始入選德國國家隊的青年隊，並於2009年開始入選成年國家隊，贏得2009年的歐洲U-21足球錦標賽冠軍和2014年世界盃冠軍。
作為進攻中場，奧斯爾的技術和創造入球機會的能力廣受好評，前皇家馬德里教練摩連奴曾把他的助攻能力和皇家馬德里傳奇施丹相比。2010-11賽季，奧斯爾在本土賽事及歐洲賽事中，合共交出25次助攻，成為5大聯賽的助攻王。2011-12賽季，他以17次助攻成為西甲的助攻王。此外，他亦在2010年世界盃及2012年歐洲國家盃各交出3次助攻，並列第1。
2018年世界杯結束后，因感到受「種族歧視」，厄齐尔宣佈退出德國國家隊。

## 球會生涯

### 早期生涯
1988按10月15日，厄齐尔出生于盖尔森基兴。兒時，厄齐尔到住所附近的「猴子籠」（用鐵網圍住的5人足球場）踢球。在少年時期，他曾為蓋爾森基興的幾家球會效力，之後在2000~05年為红白埃森效力。

### 史浩克04
在2005年，他被史浩克04相中，加入了沙爾克04青年隊，身披17號球衣。在德國足協杯中，他以進攻中場的身分代替受傷的參加了史浩克04對拜仁慕尼黑和勒沃庫森的比賽。效力史浩克04期間，他被形容為「下一位巨星」，但他其後拒絕史浩克04新合同的出價，認為150萬歐元年薪並不足夠，因此與球會高層不和。前史浩克04教練更聲稱奧斯爾不會再為史浩克04上陣多一場比賽。

### 雲達不来梅

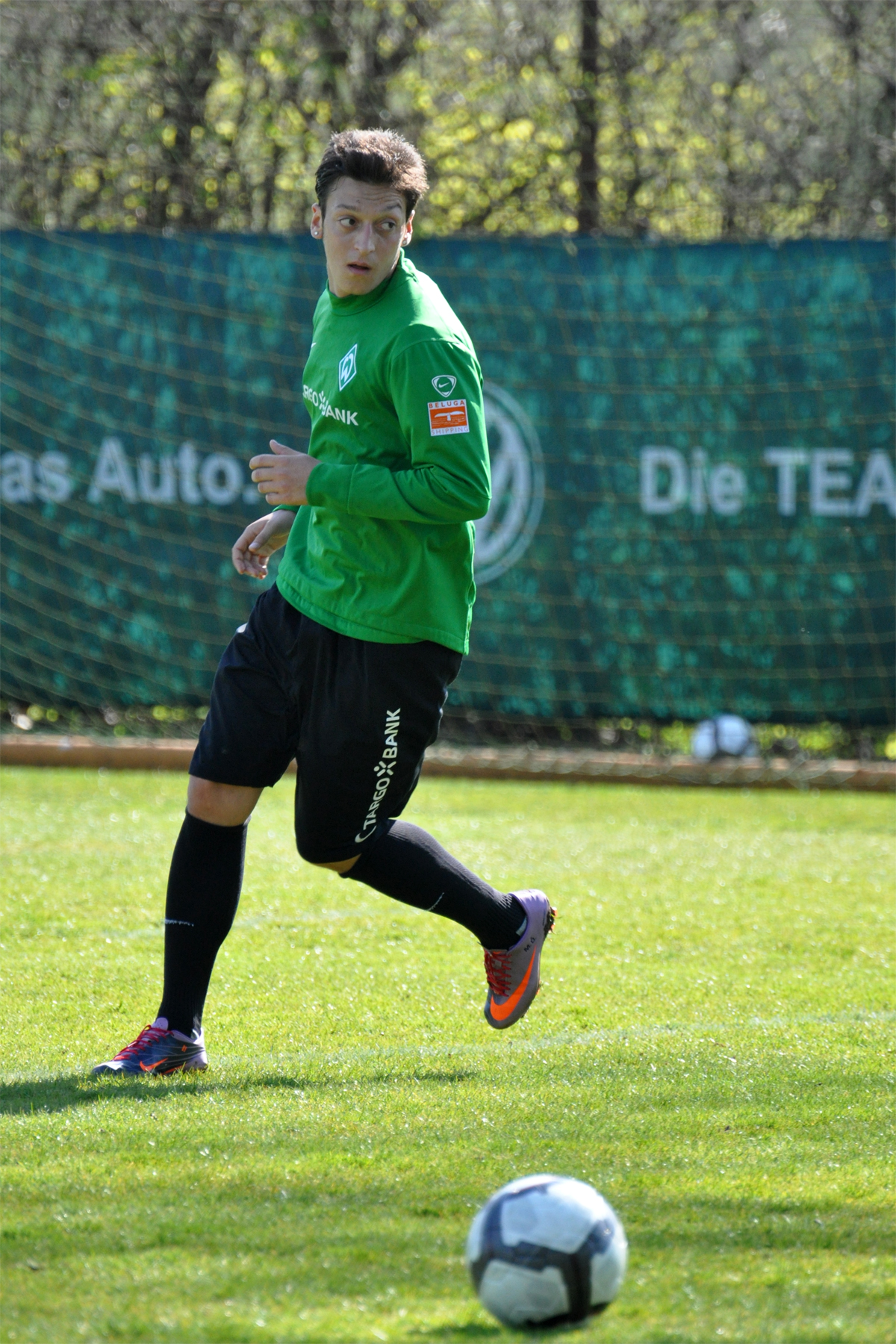
雲達不來梅時期的奧斯爾

2008年1月31日，厄齐尔加盟雲達不来梅，轉會費為約500萬歐元，并签署了一份为期三年的合同，身披11號球衣。據報，漢諾威96和史特加皆有意收購奧斯爾，但不願意花費如此高價。2008年4月6日，對陣卡尔斯鲁厄的比赛中，奧斯爾攻入了自己德甲聯赛中的第一個入球。在隨後的半季，奧斯爾出場12次，其中正選上陣6場的比賽，最終雲達不來梅2007-08賽季聯賽排名第2。
儘管雲達不來梅於2008-09賽季只能以第10名完成聯賽，但是奧斯爾仍貢獻了3個入球，15次助攻。他亦協助雲達不來梅殺入德國盃決賽，並一箭定江山，以1比0擊敗利華古遜，協助球隊奪冠。同時他亦帶領雲達不來梅打入最後一屆歐洲足協盃決賽，可是決賽輸給薩克達。
2009-10賽季，以2450萬歐元轉會至意甲的祖雲達斯，奧斯爾於是成為球隊的核心人物。2010年5月1日，奧斯爾於德甲上陣第100場，對陣舊球會史浩克04時攻入第一球，帶領球隊以2比0取勝。最終，雲達不來梅於聯賽取得第3名，亦再次進入德國盃決賽，可惜被對手拜仁慕尼黑大勝4比0，與冠軍無緣。本季於31場聯賽賽事中，奧斯爾射入9球，助攻17次，他亦被選為上半季最佳球員。
奧斯爾於雲不達來梅時期，各項賽事上陣108場，攻入16球，助攻54次。

### 皇家馬德里

#### 2010–11賽季

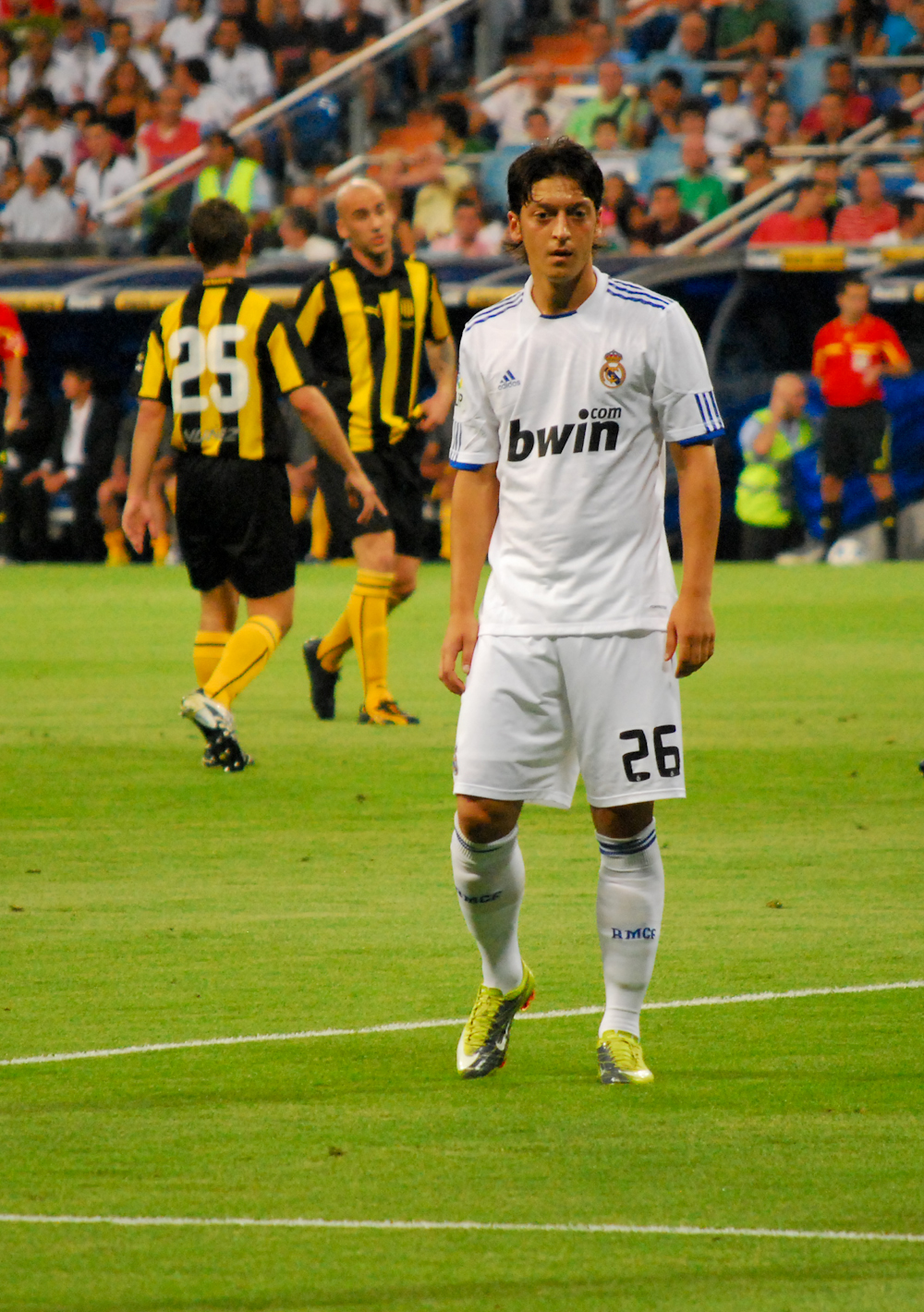
皇家馬德里時期的奧斯爾

厄齐尔於2010年世界盃出色的表現，令一眾球會如巴塞隆拿、阿仙奴等希望羅致他。英格蘭前鋒更希望時任曼聯領隊購入這位進攻中場。有傳聞更指巴塞隆拿已和雲達不來梅達成交易協議，可是雲達不來梅於8月17日否認，並指達成協議的球隊為皇家馬德里。同日，皇家馬德里在官方網站正式宣布從雲達不來梅簽下這名德國年輕國腳，據報道轉會費大約為1500萬歐元。8月22日，奧斯爾於對陣靴高斯的友誼賽中首次上場，該仗皇馬贏3比1。奧斯爾的球衣於季初不停改變，季前賽獲分配的號碼為26號，首戰上陣的號碼為19號，而當雲達華治至熱刺足球會後，號碼再轉至23號。購入奧斯爾的原意為作卡卡的後備，可是因為卡卡的受傷需做手術，奧斯爾獲得出場的機會。對陣馬略卡的比賽中，他62分鐘後備入替，完成西甲的首戰；而他亦於9月15日首次參加歐聯賽事，更於74分鐘助攻希古恩的入球。而他首個於西甲和歐聯的入球則分別在對陣拉科魯尼亞和AC米蘭時攻入。奧斯爾亦在西班牙國王盃首戰對陣利雲特時攻入一球，帶領球隊8比0大勝。
本賽季各項賽事，奧斯爾共完成25次助攻，獲得傳媒、球迷和球員的讚賞。

#### 2011–12賽季

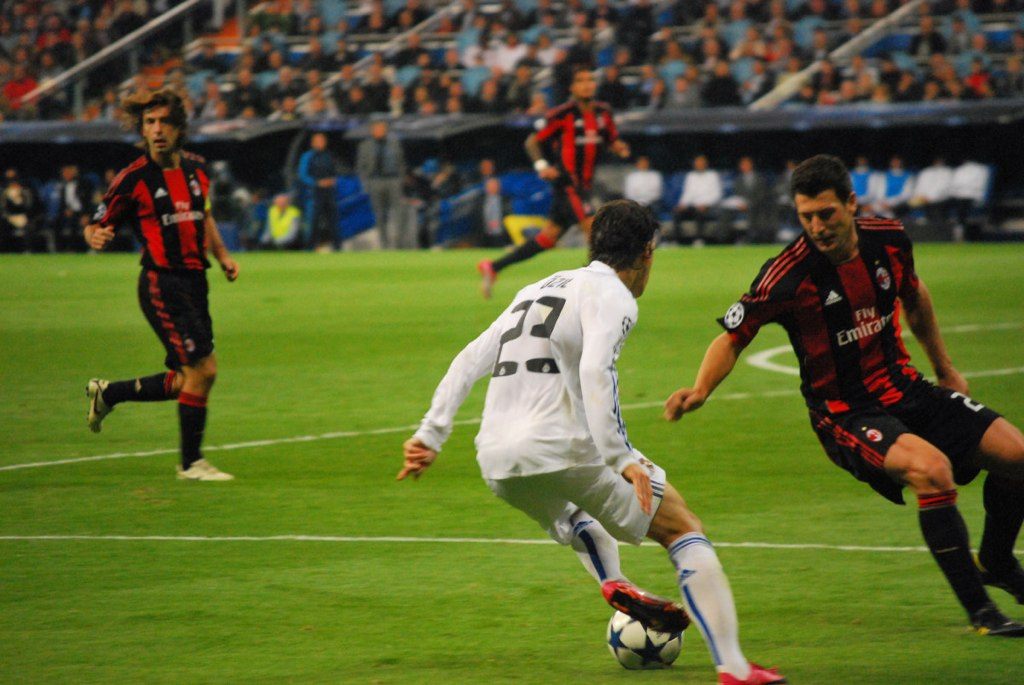
奧斯爾（白衣）與邦利拿

厄齐尔在本賽季改穿10號球衣，代表時任領隊摩連奴把他視為球隊的核心。2011年8月14日，奧斯爾於2011年西班牙超級盃首回合攻入一球，但於次回合的補時階段因和爭吵而被逐離場。該季，奧斯爾獲提名至國際足協金球獎的候選名單。
2012年5月2日，對陣毕尔巴鄂時，奧斯爾以1入球1助攻，帶領皇家馬德里大勝3比0，打破巴塞隆拿的壟斷，令皇馬贏得第32次西甲錦標。而11日後的聯賽煞科戰，對陣馬略卡的比賽中，他亦攻入2球，使球隊成為第1支以100分完成賽季的西甲球隊。他以17次助攻完成本季西甲的賽事。由於他在皇家馬德里和德國國家隊出色的表現，令他獲提名為歐洲最佳球員，最終他排名為第10名，同時亦成為最年輕排名前10名的球員。

#### 2012–13賽季
因的來投，有部份媒體聲稱奧斯爾於皇家馬德里過得並不開心，他其後否認，並指願意競爭正選位置。於開季後，奧斯爾贏得西班牙超級盃冠軍。而聯賽方面，奧斯爾在對巴塞隆拿的次循環比賽中，助攻予基斯坦奴·朗拿度射入迫和的一球最為關鍵。他亦在對陣華拉度列時梅開二度，協助球隊險勝3比2。雖然皇馬於本賽季並未贏得聯賽冠軍，但他仍交出26次助攻，高於西甲任何一個球員。
在皇馬的三個賽季，奧斯爾一共出場159次，其中助攻81次，射入27球。

### 阿仙奴

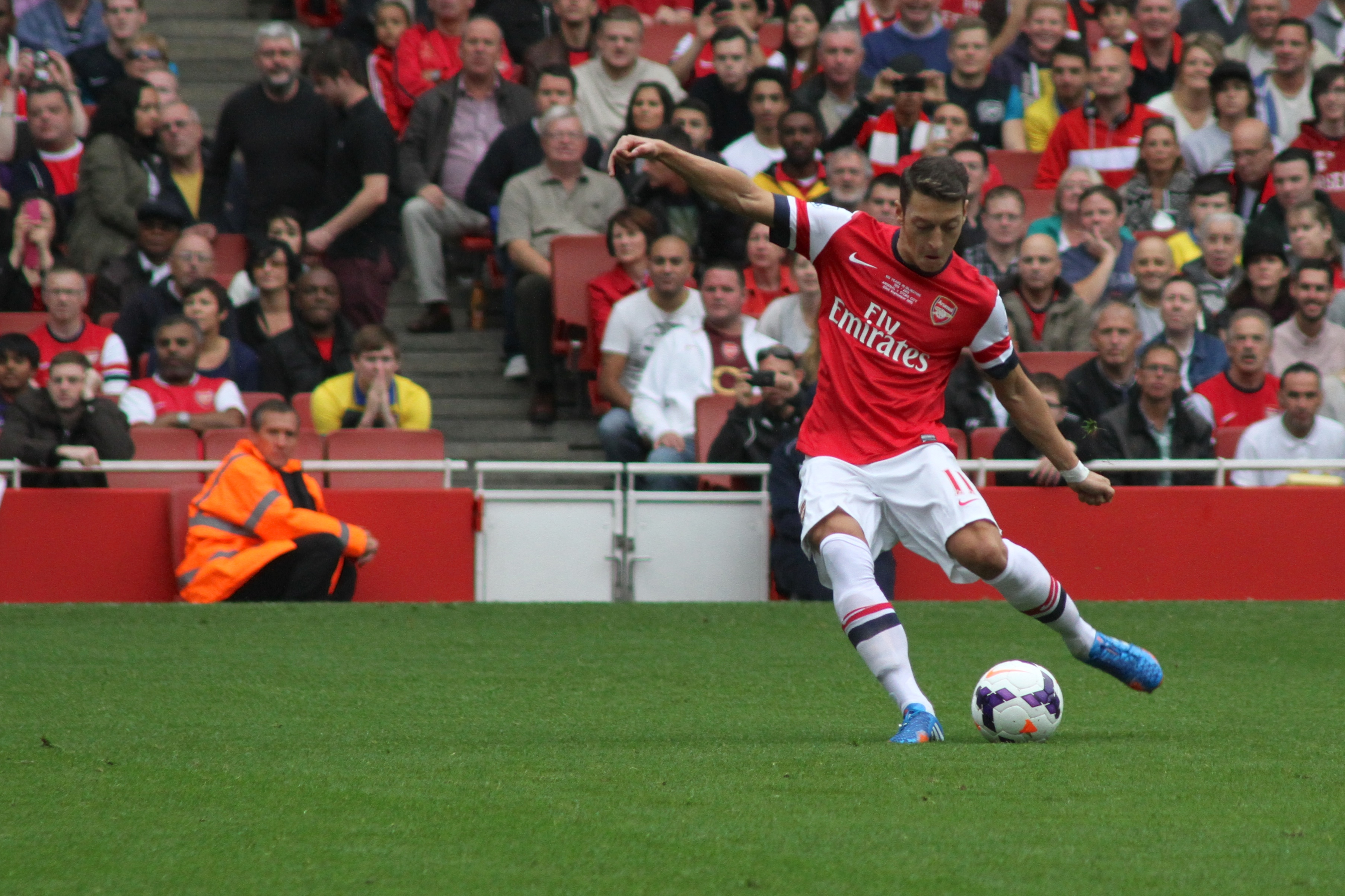
奧斯爾對陣史篤城時處理罰球

2013年9月2日，即夏季轉會窗最後一天，奧斯爾以4250萬鎊，折合約5000萬歐元，轉投阿仙奴，簽署五年合約，他亦成為足球史上最貴的德國球員。奧斯爾獲分配穿上11號球衣。2016年1月，外洩的合約文件顯示，當時奧斯爾的轉會費實際為3740萬鎊，折合約4400萬歐元。而剩下的510萬鎊，折合約600萬歐元，則由2014年7月起平均分6年支付。合約中亦列明當阿仙奴出售奧斯爾至另一間西班牙球會時，皇馬能有48小時選擇優先回購。

#### 2013–14賽季

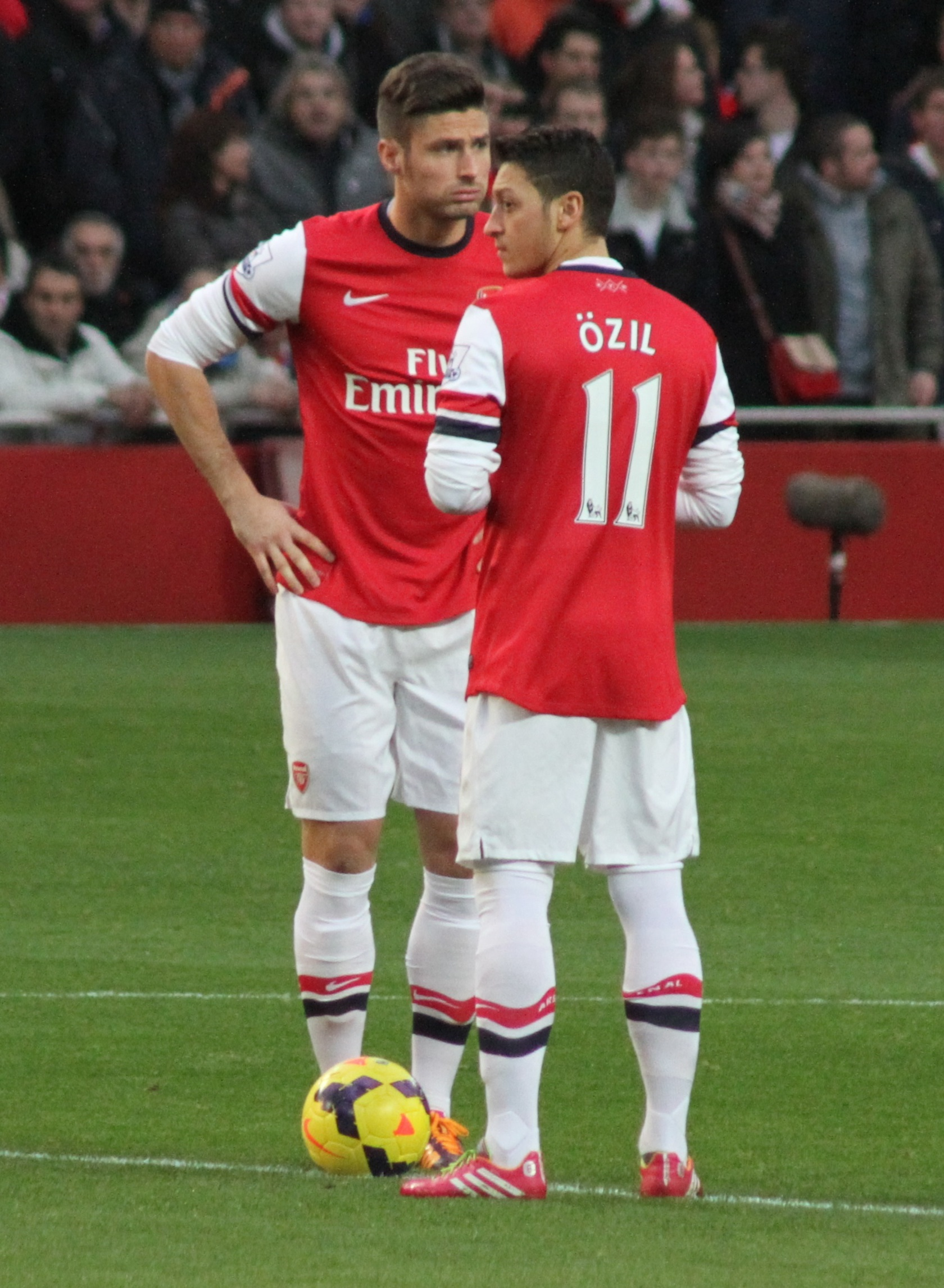
奧斯爾（11號）為阿仙奴上陣（2013）

奧斯爾在英超首戰對陣新特蘭時，便交出助攻給前鋒吉鲁，協助球隊以3比1取勝。而3日後對陣法甲的馬賽時，便為阿仙奴首次於歐聯上陣。三星期後，對陣史篤城時，他參與所有阿仙奴的入球，包括2次的角球助攻和罰球攻門被擋出後被隊友拉姆塞補中。在歐聯對陣那不勒斯時，奧斯爾攻入首個轉會後的入球。10月19日，於4比1大勝諾域治的比賽中，奧斯爾攻入首2個英超入球。其後，奧斯爾於歐聯對陣馬賽和英超對陣卡迪夫城時，分別交出助攻給威尔希尔、拉姆塞和弗拉米尼。對陣馬賽時，他亦有機會射入一球十二碼，可是被對方門將撲出 。
奧斯爾獲提名為國際足協金球獎其中一位候選人，亦成為2013年歐洲足協年度最佳陣容中一员。
奧斯爾於12月初對陣侯城和愛華頓的英超賽事後分別有入球，但一次輕微的肩傷令他不能出戰12月尾對陣紐卡素的賽事。於客負曼城6比3的賽事後，他與隊友默特薩克有爭吵，後者批評奧斯爾未有向客場球迷感謝支持，其後奧斯爾於社交網站Facebook為自己的過失道歉。
1月的賽事中，奧斯爾因傷缺陣了新年日對陣卡迪夫城的比賽。其後他於足總盃對陣高雲地利的賽事中，送出助攻給普多斯基；亦於英超對陣南安普頓時，助攻卡索拉。在2月時，奧斯爾的表現回落，除了於對陣拜仁慕尼黑時射失十二碼外，他亦在客負利物浦的賽事中沒有表現。領隊雲加認為奧斯爾正努力適應英超，而他仍然是一位出色的球員。
3月時，奧斯爾於足總盃對陣愛華頓的賽事中，射入一球，協助阿仙奴打進四強的賽事。但他於16強次回合對陣拜仁慕尼黑因拉傷腿筋，半場被換下，需缺陣一個月，錯過對陣曼城及車路士的賽事。奧斯爾於4月20日傷愈回歸，對陣侯城時和紐卡素皆有好表現，其中在對陣紐卡素時，貢獻1入球1助攻，令阿仙奴大勝3比0。他亦為阿仙奴上陣該季剩下的3場賽事，包括2014年英格蘭足總盃決賽。球會和國家隊隊友梅迪薩卡讚賞奧斯爾首季的表現，並表示他是歐洲其中一位最出色的球員，他的助攻和貢獻對球隊十分重要。加盟阿仙奴的首季，奧斯爾於各項賽事上陣40場，攻入7球，助攻13次。

#### 2014–15賽季

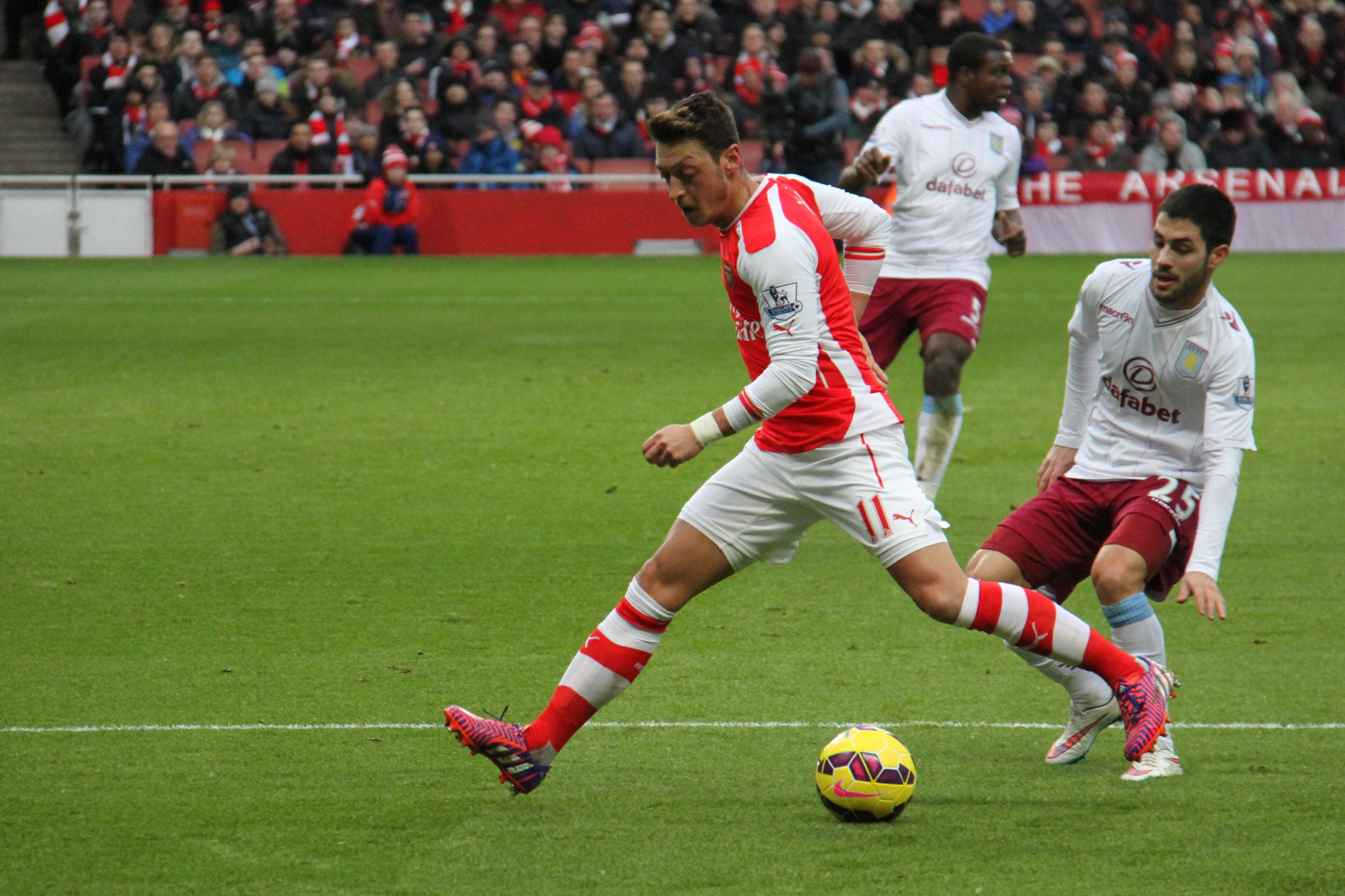
奧斯爾在對陣阿士東維拉的比賽中上陣

在贏得2014年世界盃後，奧斯爾於8月中恢復球會的訓練。8月23日，奧斯爾首次於本季上陣，對手為愛華頓。8月27日，歐聯附加賽對陣比錫達斯時，他和威尔希尔進行「撞牆」配合，並由後者送出助攻給阿莱克西斯·桑切斯，射入全場唯一的入球。其後於英超對陣阿士東維拉時，他先開紀錄，再送出助攻給维尔贝克。在歐聯分組賽中，奧斯爾亦交出1次助攻給山齊士，協助阿仙奴大勝4比1。可是，奧斯爾於10月8日對陣車路士後左膝受傷，缺陣十至十二星期，不能為阿仙奴上陣剩下的歐聯分組賽事，以及德國的4場國際賽事。
奧斯爾養傷至2015年1月25日對陣史篤城時才復出，於73分鐘後備上陣。他更於兩星期後對陣白禮頓時，接應罗西基的傳球，射入阿仙奴該場比賽的第2球。整季於各項賽事攻入5球，助攻7次，並成功衛冕足總盃。其後，他於英超的賽事對陣阿士東維拉、熱刺和利物浦都有進帳，其中於對陣維拉的賽事中，奧斯爾更以後腳傳球給吉鲁，令後者單刀赴會並挑過龍門射入。領隊雲加於以3比1贏侯城的賽後稱讚奧斯爾「影響力非常巨大」。
奧斯爾在足總盃4強對陣雷丁時，交出2次助攻給山齊士，令阿仙奴晉身足總盃決賽。他亦在決賽中上陣，可是沒有任何入球和助攻。整季於各項賽事上陣31場，攻入5球，助攻7次，並成功衛冕足總盃。

#### 2015–16賽季

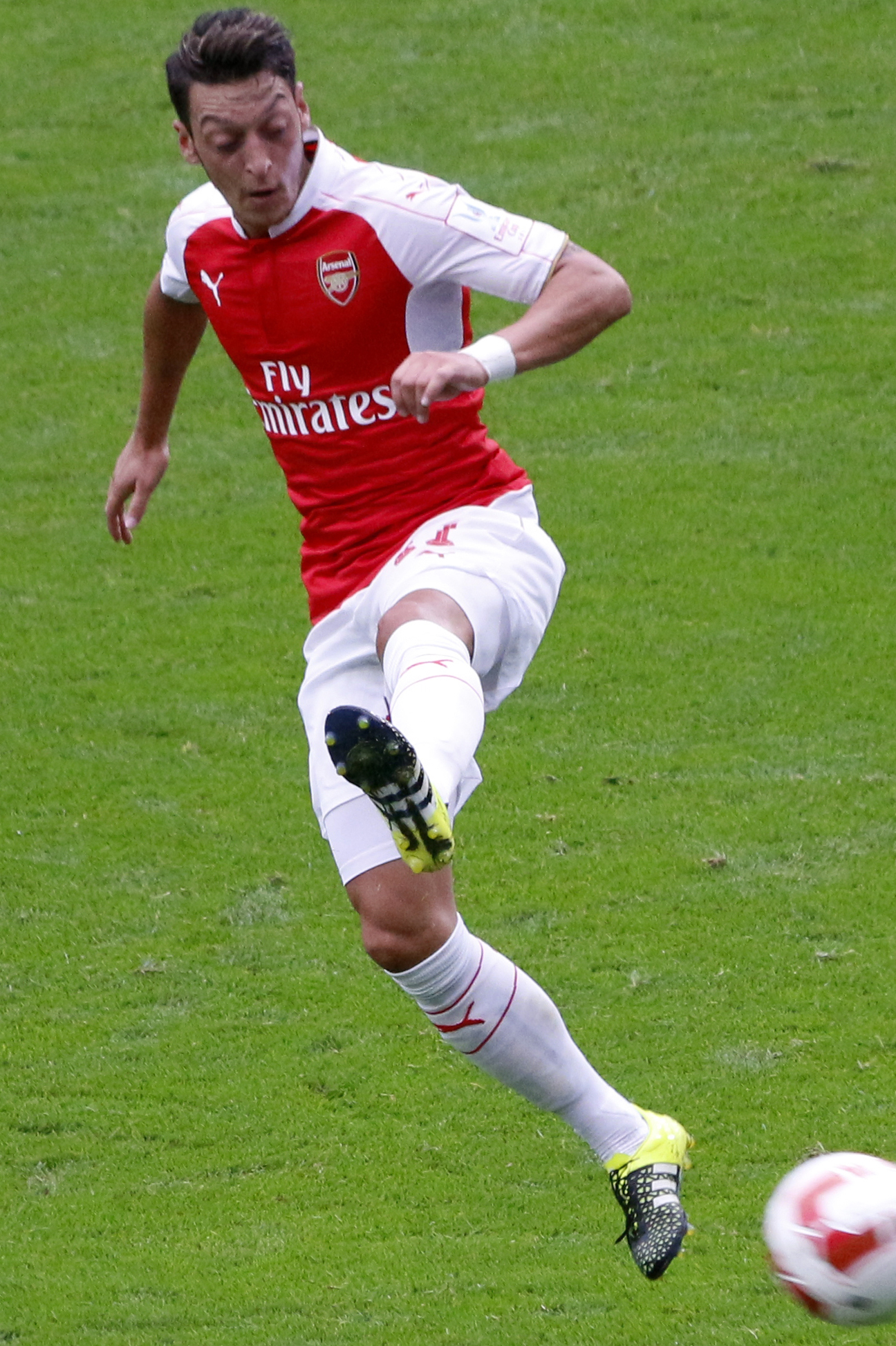
2015年為阿仙奴上陣的奧斯爾

奧斯爾於季前的酋長盃對陣里昂的賽事後，再次獲得雲加的稱讚，認為他尚未到達自己的高峰。他於英格蘭社區盾對陣車路士的賽事以及英超首戰對陣韋斯咸的賽事中皆有上陣。其中在社區盾的賽事中，以1比0擊敗車路士贏得冠軍。
2015年10月4日，奧斯爾於對陣曼聯時於十二碼點附近射入本季首個入球。在這入球前，他亦在第6分鐘時交出助攻給山齊士，帶領阿仙奴大勝3比0。在兩星期後對陣屈福特的比賽中，他貢獻2次助攻給山齊士和基奧特，並獲得全場最佳球員的獎項。3天後，他在歐聯分組賽對陣拜仁慕尼黑的比賽中，射入鎖定勝局的一球。於北倫敦打吡交出助攻給基比斯後，他成為英超首位連續6場比賽都能交出助攻的球員，其後更把紀錄增加至7場。奧斯爾在歐聯對陣薩格勒布戴拿模和在英超對陣諾域治時皆有進帳，並在其後對陣阿士東維拉、曼城及新特蘭的3場比賽中，交出4次助攻。2015年12月28日，在對陣般尼茅夫的比賽中，奧斯爾創下英超單場創造機會紀錄，創造9次入球機會，收獲1個助攻。在稍後對修咸頓的比賽中，更創造10次入球機會，可惜阿仙奴只能以0比0完成比賽，連續3場賽事皆沒法入球，聯賽排名下跌至第4名。
2016年1月24日，奧斯爾替阿仙奴第100次上陣，可惜該場比賽主場以1比0不敵車路士。他其後於2月7日對陣般尼茅夫的比賽中，終結阿仙奴的入球荒，並於一星期後對陣李斯特城的比賽中，於補時階段交出本賽季第17次助攻予维尔贝克，以2比1絕殺李斯特城。奧斯爾於歐聯16強兩回合對陣巴塞隆拿的賽事，以及聯賽不敵曼聯3比2的賽事中皆有上陣，其中在對陣曼聯的比賽中，交出1入球1助攻。於對陣屈福特的足總盃8強賽事中，奧斯爾以後腳交出助攻給维尔贝克追近比數，可惜仍以2比1落敗，無緣足總盃冠軍。於本季最後一場聯賽中，奧斯爾交出第19次聯賽助攻給吉鲁，協助阿仙奴大勝4比0。
奧斯爾今季有19次英超助攻，成為聯賽助攻王，可是差1次助攻才追平亨利在2002-03賽季交出20次助攻的記錄。全季，奧斯爾在各項賽事攻入8球，並助攻20次，並贏得阿仙奴最佳球員。

#### 2016–17賽季
奧斯爾為德國國家足球隊出陣2016年歐洲國家盃後，缺陣了聯賽首戰對陣利物浦的比賽。他於8月27日上陣對陣沃特福德的賽事，並以頭鎚攻入1球，協助球隊以3比1勝出比賽。10月19日對陣盧多格德斯的歐聯比賽中，他交出1次助攻給沃尔科特，其後再上演帽子戲法，協助球隊大勝6比0。

#### 2017-18赛季
厄齐尔在他的合同的最后一年进入了2017-18赛季，刚开始很挣扎，膝盖炎症不时作痛。他在10月22日以5-2击败埃弗顿的比赛中贡献了一个进球和助攻，并在一周后主场战胜斯旺西城的比赛中贡献了另一次助攻。在创造了第一个进球后，他在11月18日在北伦敦德比中的表现受到了极大的赞扬。然后，他在5比0击败哈德斯菲尔德的比赛中贡献进球和两个助攻，并在11月末背靠背对阵西汉姆联队的比赛中进球，帮助队伍获胜，然后在12月末以3比3战平利物浦的比赛中取得了亮眼的表现。
在进入1月份，他的合同还有6个月，这将允许他与任何俱乐部进行合同到期前的谈判，厄齐尔贡献助攻帮助球队赢得了水晶宫，并在一月30日负于斯旺西城的比赛中贡献一次助攻。一天后，他与俱乐部签订了为期三年的延期协议，并将其签约至2021年。据报道，他的薪水每周增加了一倍多达到35万英镑，使他成为阿森纳历史上收入最高的球员。
2月2日，厄齐尔在欧罗巴联赛对阵厄斯特松德的首轮淘汰赛中以一脚冷静推射取得进球。并在下一轮对阵AC米兰的比赛中获得助攻。 3月11日，厄齐尔在他的第50次英超联赛上贡献助攻，帮助球队以3比0击败沃特福德。这个助攻使他成为了英超比赛中最快达到50次助攻的球员，在他的第141次出场中实现并打破了以前由坎通纳所保持的纪录。他于4月5日在对阵莫斯科中央陆军的比赛中上演了助攻帽子戏法，继续他在欧罗巴联赛中的表现。虽然持续的伤病使他没有办法参加俱乐部本赛季的最后几场比赛，然而厄齐尔在35场比赛中以5球和13次助攻结束了他在阿森纳的第五个赛季，并且在2018年英联杯决赛上，他在球队后期的跑动表现上有着亮眼的表现。

#### 2018-19賽季
随着威尔希尔的离开， 厄齐尔在新的赛季穿上了10号球衣。他也被任命为阿森纳的副队长之一。在阿森纳9月15日客场2:1战胜纽卡斯尔联的比赛中，厄齐尔打进了他在本赛季的首个进球。在9月21日欧联杯小组赛主场对阵沃爾斯克拉的比赛中，厄齐尔在第57分钟被替换上场并在74分钟接利希施泰納助攻打进一球。9月29日主场对阵沃特福德的比赛中，他在83分钟为球队打进锁定胜局的一球。在10月22日，他在阿森纳3:1复仇莱斯特城的比赛中首次作为队长出战。参与了队伍全部的三个进球，打进第一球并且贡献了两个助攻。在12月14日欧联杯小组赛第六轮主场对阵卡拉巴赫的比赛中，厄齐尔在第16分钟助攻拉卡泽特打进全场唯一进球，帮助球队获胜的同时，也创造了球队各项赛事22场不败的记录。在2月28日主场对阵伯恩茅斯的比赛中，厄齐尔在第四分钟首开纪录，并在第27分钟助攻姆希塔良扩大比分，帮助球队以5:1的比分大胜。4月21日客场对阵水晶宫的比赛中，厄齐尔在第47分钟打进扳平比分的一球，但最终未能挽回败局，球队以2:3失利。本赛季，厄齐尔各项赛事总计出场35次，贡献了6个进球及3个助攻。本赛季厄齐尔并不是固定的首发成员，经常以替补身份出战，甚至有时无法进入大名单，埃梅里表示他与厄齐尔并没有矛盾，并声称他依旧是队内不可或缺的一份子。在欧联杯决赛阿森纳1:4不敌切尔西的比赛中，厄齐尔首发出场，在下半场比分落后的时候被替换。北京时间6月7日，厄齐尔在Instagram上宣布自己将于当地时间明天与女友古尔西结婚。他在Instagram上写道，“众多亲朋好友都向我们送上新婚祝福。作为一名职业球员，我很幸运。但是我想请所有人为一项特殊项目提供帮助，古尔西和我将为1000名需要进行手术的孩子们提供帮助。”6月8日，二人在伊斯坦布尔举行婚礼，土耳其总统埃尔多安担任证婚人。

#### 2019-20赛季
因2019年7月的遭抢劫未遂事件，厄齐尔直到2019年9月15日对阵沃特福德的比赛中才上演了赛季首秀。本赛季厄齐尔的出场机会依旧不多，直到11月份才重返首发阵容。
2019年12月，厄齊爾针对新疆再教育营在社交媒體上發帖，稱維吾爾族人為「抵抗壓迫的戰士」，同時批評中國以及對此沉默的穆斯林群體。阿森納俱樂部與厄齊爾的言論劃清界線，表示俱樂部「作為一家足球俱樂部一貫堅持不涉及政治的原因」。 在他的帖文發佈後，厄齊爾在中國版的实况足球2020遊戲當中角色被刪除，球隊此後與曼城的比賽原本要在中国中央电视台播放，亦被取消。
2020年2月16日阿森纳4-0战胜纽卡斯尔联的比赛中，他打进了本赛季唯一的进球。此后由于COVID-19疫情爆发，英超暂停数月之久；英超复赛后，厄齐尔再未获得上场机会。

#### 2020-21赛季
本赛季厄齐尔几乎遭到阿森纳弃用。厄齐尔被排除在2020-21赛季球队的英超及欧联杯大名单之外，这意味着他只能为阿森纳U-23效力。对此厄齐尔在社交媒体上表示自己“深感失望”，但会“继续为（自己的）机会而战”。

### 费内巴切
2021年1月18日，土超球队费内巴切官方宣布，阿森纳中场厄齐尔加盟，据悉双方签约至2023年。
2021年2月2日，厄齐尔在球隊對上哈塔伊斯波爾的客場比賽中首次亮相，是近一年來首次上場踢球。
2021年8月15日，厄齊爾在土超第一輪球隊對上阿達納代米爾的比賽中踢進致勝一球，這是他在费内巴切的首球。

### 巴沙克舒希
2022年8月14日，厄齐尔转投另一支土超球队巴沙克舒希，双方签约一年，并于同月21日首次为球队披挂上阵。但他的出场机会不多。2023年2月2日，在踢满半场比赛之后，厄齐尔与球队提前解约。2023年3月22日，奧斯爾宣布退役。

## 国家队

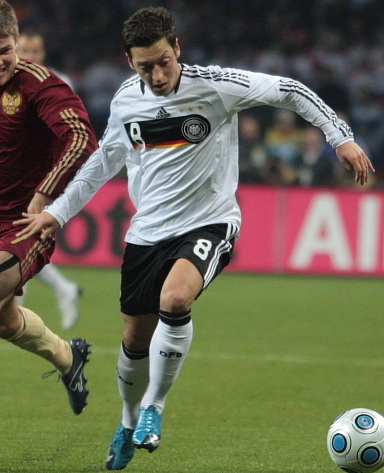
奧斯爾為德國國家足球隊上陣（2009）

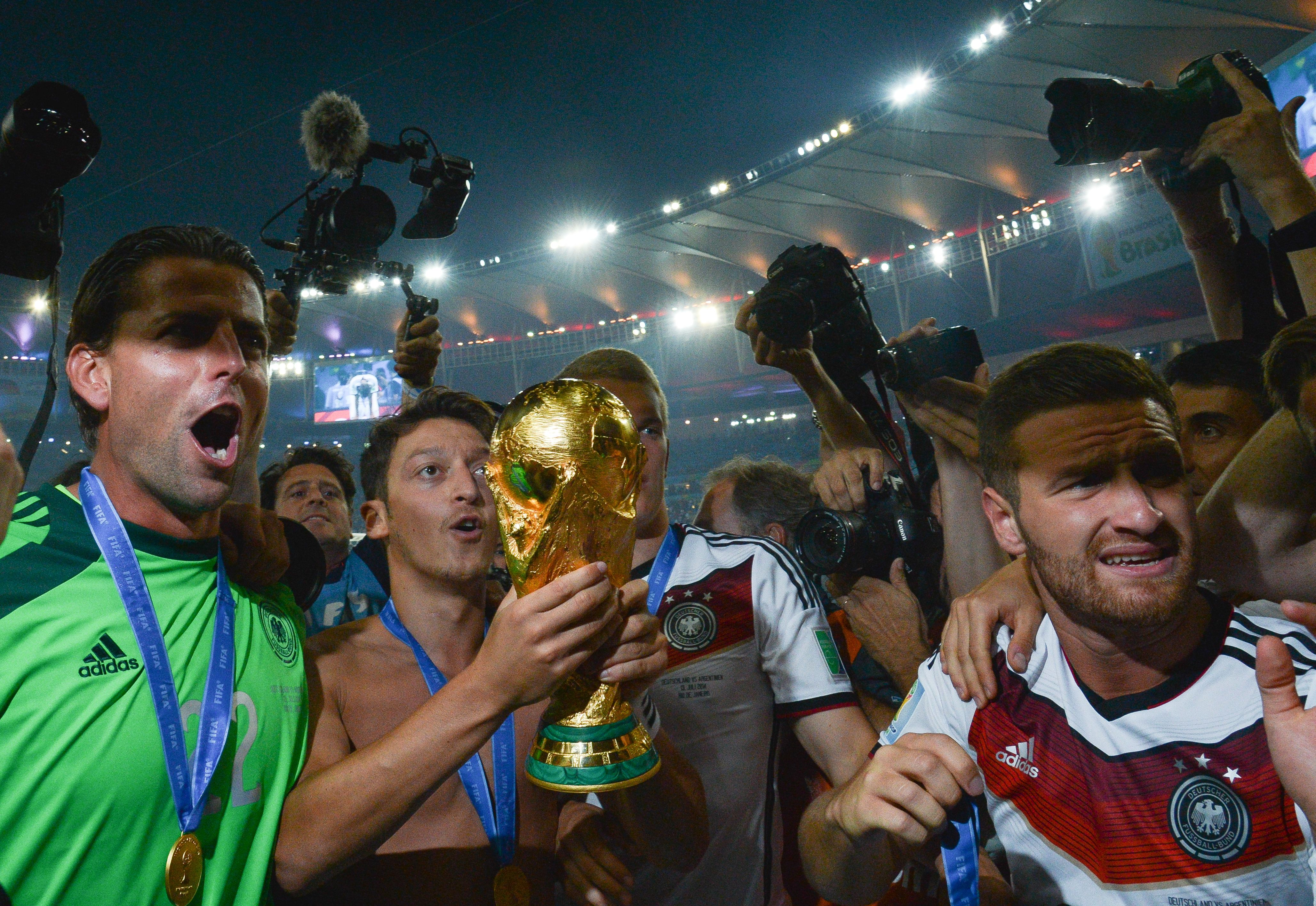
奧斯爾慶祝德國奪得世界盃

在2006年9月，厄齐尔首次亮相德国U-17青年队，2007年他开始为德国U-21青年队效力。在2007年11月，厄齐尔放弃了土耳其国籍。在2008-09赛季开始时，土耳其主教练邀请他为土耳其国家队效力，但遭到了德國足球總會堅決拒绝。
2009年6月29日，厄齐尔在欧洲21岁以下青年足球锦标赛决赛，德国U-21以4比0战胜英格兰U-21的比赛中打入1球，并有2次助攻，赛后被评选为全场最佳。2009年，厄齐尔首次得到德国队的征召，并在2月11日对阵挪威的友谊赛第78分钟入替，完成了他在国家队的首秀。而首個國家隊入球則在第3次為德國隊上陣時攻入，對手為南非國家足球隊。

### 2010年世界盃
奧斯爾在2010年世界盃足球賽入圍最終的23人正式參賽名單，並上陣德國隊全部賽事。奧斯爾於德國首場分組賽大勝澳洲4比0的賽事中，助攻。他更在最後一場分組賽對陣迦納國家足球隊時，於禁區頂以半窩利射入1球，令德國以1比0小勝，以D組首名出線，順利進入十六強。在十六強对阵英格兰的比赛中，厄齐尔长途奔袭后送出关键助攻給，以4比1大勝英格兰，一时间名声大噪。在八強對陣阿根廷國家足球隊的比賽中，奧斯爾89分鐘傳中助攻克洛泽入球，幫助德國隊以4比0取勝。德國其後於四強賽事以0比1不敵當屆冠軍西班牙國家足球隊，最後只贏得世界杯季軍。世界盃賽後，奧斯爾入選了世界盃金球獎的候選名單。

### 2012年歐國盃

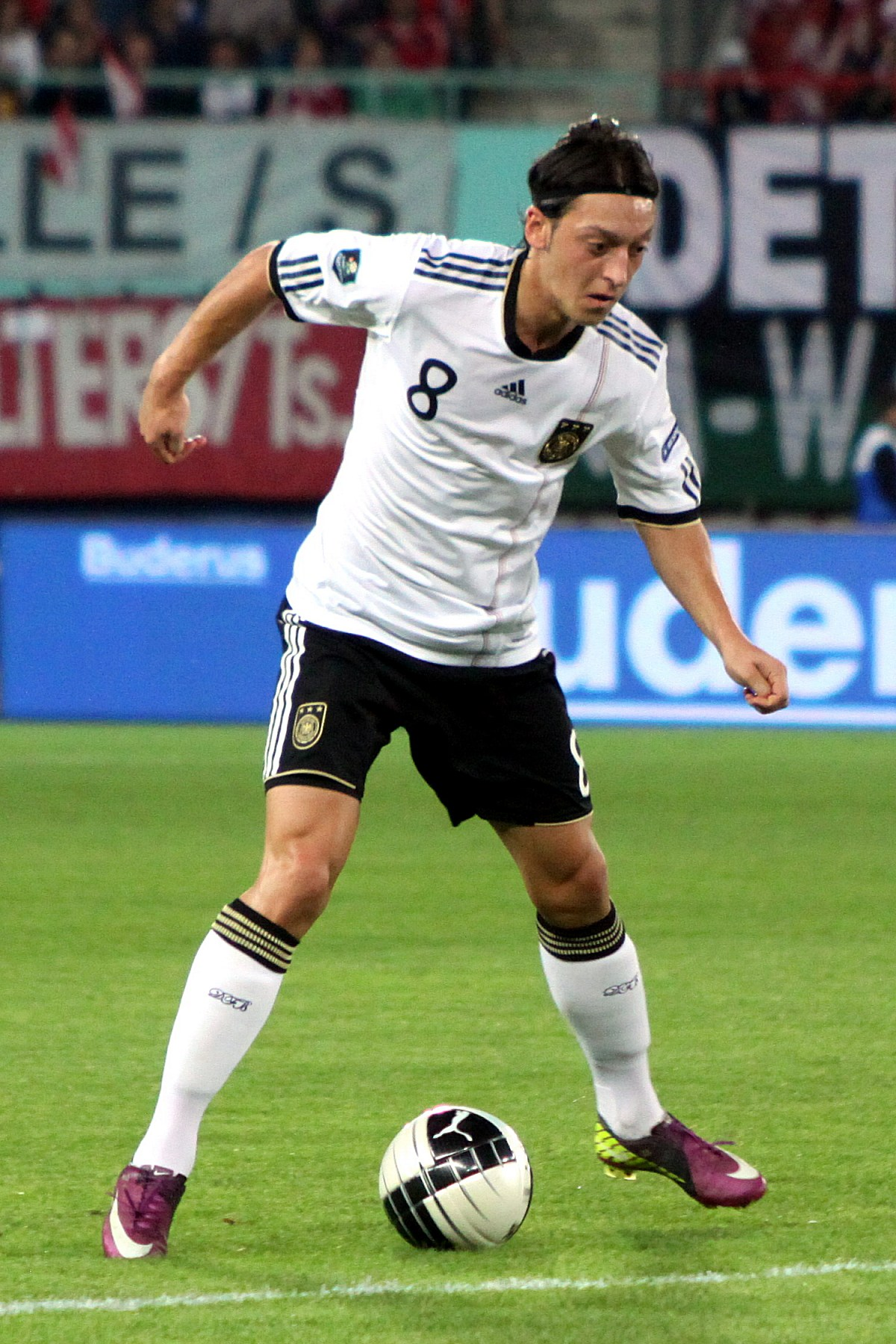
奧斯爾為德國國家足球隊上陣（2011）

奧斯爾在2012年歐洲國家盃的外圍賽攻入5球，協助球隊在A組以10場比賽全勝的成績晉級決賽週。他亦在外圍賽中送出7次助攻，與瑞典國家足球隊的並列第一。
2012年2月9日，於對陣法國國家足球隊的友誼賽前，奧斯爾獲頒發德國最佳球員。德國於分組賽跟荷蘭國家足球隊、丹麥國家足球隊和葡萄牙國家足球隊同一組，被譽為「死亡之組」。奧斯爾在8強對陣希臘時，貢獻2次助攻，創造9次機會，賽後被選為全場最佳球員。其後對陣意大利的比賽中，他射入一球十二碼，可惜仍以2比1不敵意大利，無緣決賽。奧斯爾於本屆賽事獲得2次全場最佳球員，淘汰賽中貢獻3次助攻，亦入選了賽事的最佳陣容。

### 2014年世界盃
奧斯爾在外圍賽以8個入球，成為德國隊在本屆外圍賽中入球最多的球員。因為的受傷，奧斯爾於本屆賽事中大部份時間以左翼的身份上陣。他在十六強對陣阿爾及利亞國家足球隊時，在119分鐘攻入致勝的一球，令球隊晉級八強。他亦在7比1大勝巴西國家足球隊的比賽中，助攻。於決賽中，奧斯爾上陣120分鐘，最後階段才被同為阿仙奴隊友的默特萨克入替，最終德國贏得世界盃冠軍。於賽後的頒獎典禮，歐洲足球協會會長普拉蒂尼希望奧斯爾能送贈比賽球衣給他，而奧斯爾亦答允要求。
奧斯爾於本屆賽事中，於對方的三閘線內成功完成最多次傳球（171次）、創造第2多入球機會（17次），僅次於梅西的23次，以及於對方的三閘線內贏得第2多控球權（6次）。

### 2016年歐國盃
2016年6月12日，奧斯爾於對陣烏克蘭國家足球隊的比賽中打滿全場，並於補時階段傳中助攻。6月21日，在對陣北愛爾蘭的比賽中，他傳球成功率為99%，創造了6次的機會，順利贏得全場最佳球員。5日後，對陣斯洛伐克國家足球隊的十六強比賽中，他操刀的十二碼被對手門將撲出，令他成為第1位於歐國盃賽事中射失十二碼的德國球員。7月2日，奧斯爾在對陣意大利時射入領先的一球，但隨後被追和。後來比賽需進行互射十二碼分勝負，儘管奧斯爾射失其中一球，但德國隊最終在互射十二碼中以6比5險勝。可惜德國於4強戰不敵東道主法國國家足球隊，無緣決賽。

### 2018年世界盃
2018年世界杯第一场对阵墨西哥的小组赛，厄齐尔继续作为主力前腰首发出场，但本场比赛厄齐尔发挥并不理想，德国也以0比1不敌墨西哥，以至于次轮对阵瑞典的比赛主教练勒夫没有派厄齐尔上场，这也是厄齐尔在连续26场国家队大赛中首发之后，首次无缘首发登场。第三场小组赛厄齐尔再次获得首发机会，但韓国队以2比0爆冷擊敗德國隊，使德國以小组垫底出局。赛后当厄齐尔走到球员通道入口时，距离厄齐尔较近的几名极端球迷，高声怒骂厄齐尔，厄齐尔直接和这些球迷对骂。随后现场的工作人员赶紧赶到，拉着厄齐尔进入了球员通道，风波才就此化解。

### 退出國家隊
2018年7月22日，他透過各社群媒體宣布從國家隊退役，原因是世界盃開踢前和土耳其總統合照所引發的風波。身為土耳其裔的奧斯爾認為自己因為土耳其裔和穆斯林身份遭受到“种族歧视和不尊重”，加之德國隊在2018年世界杯小組賽出局，厄齐尔飽受指責，他在聲明中表示：「我很清楚在合影风波后，（德国足协主席）格林德尔时刻想把我踢出国家队。他不假思索，不计后果地在推特宣扬自己的观念，但是勒夫和比埃尔霍夫站出来维护了我，并为我发声。在格林德尔和他的幕僚眼中，当德国队获胜时我便是德国人，当我们输球了我便只是一名移民者。」
自2016年土耳其政變和2016年土耳其大清洗后，歐土關係惡化，土耳其總統埃尔多安多次逮捕德国驻土耳其的新闻记者，并多次在公开场合辱骂欧洲国家（“荷兰，你听着，你会蹦哒一次，蹦哒两次，但我的人民会让你最终完蛋！”、“他们（荷兰人）是纳粹余孽。是法西斯。”、“生三个孩子不够，你们要生5个，之后你们就是欧洲的未来！”），引发欧洲国家普遍的厌恶情绪，也造成了德国民众对合照事件反应过激。
合照事件中有三人接到埃尔多安的邀请，包括厄齐尔、京多安、埃姆雷·詹，其中埃姆雷·詹拒绝前往合照。
至此，厄齐尔为德国国家队共效力了9年，出场92次打进23球。

## 比賽風格

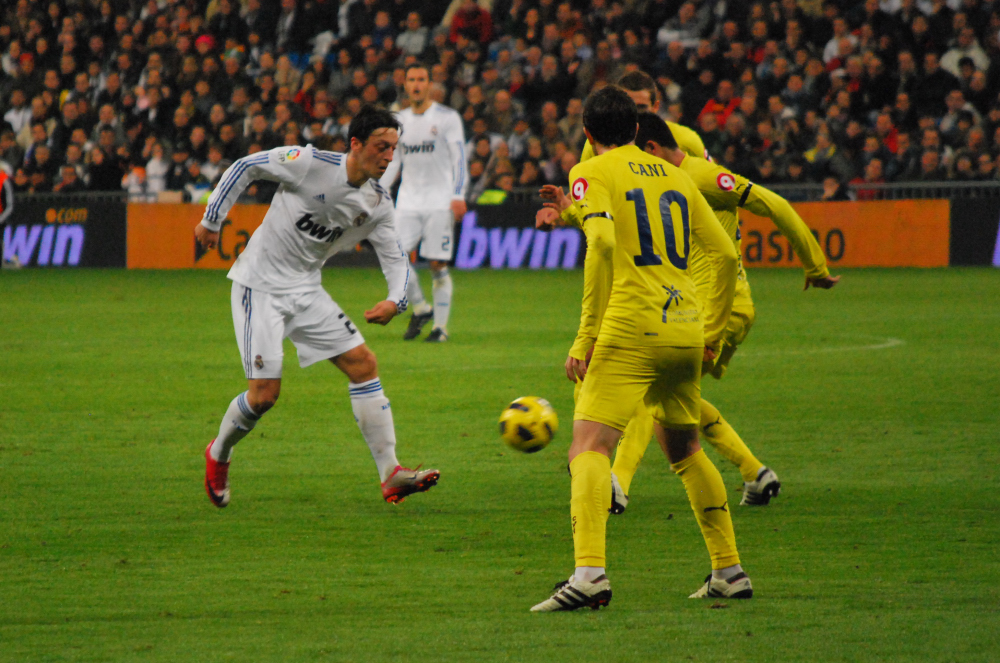
2011年，奧斯爾為皇家馬德里上陣

奧斯爾能勝任兩翼，以及表現最為突出的進攻中場，因為他的速度不高，以及具有高創造力和技術。奧斯爾的視野廣闊，傳送能力出眾，因此能為隊友創造大量機會及助攻，他亦被一眾媒體稱為「助攻王」。2016年1月，奧斯爾成為英超史上助攻最高效率的球員，當時平均每2.71場比賽就交出1次助攻。德國U21領隊曾表示：「國內人民大肆吹捧外國球員，如英格蘭的朗尼、基斯坦奴·朗拿度和美斯等。但我們國家（德國）有着自己的美斯，而他便是奧斯爾。」。於2012年歐國盃對陣比利時時，奧斯爾射入一球，被形容為「像藝術品一樣」。領隊路維表示他是天才，並稱讚他的無球跑動。
前皇家馬德里中場形容奧斯爾這一類球員現時無法再找到；而前皇家馬德里教練摩連奴則認為奧斯爾十分獨特，無法找到一個相似的球員。前荷蘭及AC米蘭前鋒認為他有完美技術，控球十分出色及具有創造力。國家隊隊友及馬里奧·高美斯認為奧斯爾的視野為所有球員之中最好，亦是前鋒們夢想合作的球員。儘管如此，仍有人批評奧斯爾的體型太瘦弱和不願意防守。
奧斯爾的暱稱包括有「der Rabe」，意思為「渡鴉」，因為他善於尋找機會而得名。而在雲達不萊梅時期，他被稱為「新」，因為他們位置一樣。於皇家馬德里時期，他被稱「Nemo」（電影「海底奇兵」的主角）。在國家隊時，他和的組合，被人稱為「Götzil」，以讚賞他們在場上的配合性高。

## 個人生活
奧斯爾為土耳其裔德國人，他認為自己的技術和球感是源於土耳其的血統，而場上紀律和付出所有的態度則源於德國的血統。根據大部份媒體以及奧斯爾的調查，他的祖先為來自宗古爾達克省代夫雷克的土耳其人。但仍有報導聲稱奧斯爾的祖先為庫德族人。
奧斯爾為虔誠的穆斯林。每場比賽開始前，他會背誦古蘭經。奧斯爾接受採訪時表示他比賽前經常背誦古蘭經，「我會在那時祈禱，而隊友們亦知道暫時不能與我交談」。2016年5月，他前往聖城麥加朝聖。但是不同於其他篤信伊斯蘭教的國家隊球員，在世界杯時適逢伊斯蘭教齋戒月，厄齊爾並沒有堅持禁食。
2010年，奧斯爾獲頒發斑比獎，以表示他為外籍人士中融合至德國社會最好的例子。
2013年，奧斯爾與歌手卡普里斯托交往。但兩人關係於2014年10月完結，因奧斯爾被傳他對卡普里斯托不忠。2015年11月12日，二人於斑比獎頒獎典禮上再次同時出現。2019年6月7日，他在伊斯坦布尔海峡和前土耳其小姐古斯举行婚礼，伴郎是土耳其总统埃尔多安。

## 政治话题

### 支持埃尔多安
厄齐尔并不在意陷入政治争议，也因此往往成为舆论关注的热点。作为土耳其裔德国人，厄齐尔曾多次公开支持因2016年土耳其整肃和镇压库尔德工人党而在西欧声名狼藉的土耳其共和国总统埃尔多安，也曾将印有“我的总统”字样的球衣赠送给对方并与埃尔多安合影，这使得厄齐尔陷入政治争议，收到舆论铺天盖地的批评。他最後發文聲稱自己与埃尔多安合影是因為他認為自己的根源在土耳其，與政治並無關聯，文中稱「我母親總是告訴我不要忘記自己的祖先、根源與家庭傳統」。随着德国在2018年世界杯上遭淘汰，厄齐尔退出了德国国家队，并指责舆论对其施行种族歧视。之后埃尔多安为厄齐尔担任证婚人，舆论哗然。奧斯爾在一次採訪中説道：「2014年時，大家都説我是德國人；現在，人人都説我是土耳其人!」

### 評論新疆人權狀況
2019年12月13日，奧斯爾在Twitter以土耳其语撰文，谴责新疆政府對維吾爾人的教育营政策和对此事件保持沉默的穆斯林国家及媒体，并配以東突厥斯坦國旗图片，引发许多中國球迷不满。
事后阿森纳足球俱乐部認證的中文微博与厄齐尔撇清关系，表示厄齐尔不代表阿森纳。但官方网站没有出现该声明的英文版。
厄齐尔的名字成為禁忌，中國球迷和媒體紛紛用別的方法指稱他。网络上球迷以“恐怖分子”“死人”指稱他，甚至倒戈支持其它球队。相较于先前火箭队经理穆雷引发的NBA涉港言论争议事件，英超整体在中国大陆的经营未受太大影响，但厄齐尔和阿森纳遭到了针对性封杀：主要转播方PP体育和央视取消了事发当周阿森纳赛事的转播计划，视频节目中也不再报道阿森纳相关消息；文字媒体报道相关赛况时，厄齐尔的名字也不再提及。一周后，阿森纳客场挑战埃弗顿（厄齐尔没有进入大名单），PP体育恢复了赛事的转播；至12月26日，PP体育对阿森纳的比赛（包括厄齐尔首发的场次）转播恢复正常，但赛事解说员仍避免提到厄齐尔的名字，文字报道介绍出场人员时也仅称其为“10号”。央视稍晚后对阿森纳“解禁”，但仍持续封杀厄齐尔至今。在厄齐尔确定离开阿森纳之后，球迷纷纷以“一路走好”“逝者安息，无意冒犯”“RIP”之类用于哀悼死者的话语送别「死人」厄齐尔，厄齐尔加盟土超费内巴切也被形容为“魂归故里”（因厄齐尔是土耳其裔）。
针对此事，中华人民共和国外交部发言人耿爽于12月16日称“欢迎厄齐尔先生有机会到新疆走一走、看一看，只要他怀有良知、明辨是非，秉持客观公正原则，就会看到一个‘不一样’的新疆”。

## 慈善
奧斯爾為慈善機構「BigShoe」的成員，他捐出贏得2014年世界盃時所獲的獎金給23名需做手術的巴西兒童，金額估計約24萬歐元，作為「感謝巴西人民的款待」。
2016年5月，奧斯爾前往約旦的札塔里（Zaatari），到訪當地的難民營。這些難民營為8萬名受敘利亞內戰影響的人民的安置所。他到難民營參觀、與當地小朋友見面和送出簽名球衣。

## 贊助與媒體
2013年，奧斯爾跟德國運動用品製造商Adidas簽下贊助合約，並和梅西、蘇亞雷斯及雲佩斯等球星拍下廣告宣傳新球鞋。2015年，奧斯爾跟美斯、加里夫·巴爾、和再拍下另一輯廣告。2013年，奧斯爾發行自己的標誌。
2015年3月，奧斯爾在社交網站Facebook上為第7高人氣運動員，僅次於C罗、梅西、贝克汉姆、卡卡和罗纳尔迪尼奥，擁有2800萬名粉絲，領先第8位的乔丹。

## 生涯統計

### 球會
最後更新：2020年3月2日
| 球會       | 賽季     | 聯賽     | 聯賽 | 聯賽 | 盃賽 | 盃賽 | 聯賽盃 | 聯賽盃 | 歐洲賽事 | 歐洲賽事 | 其他 | 其他 | 總計 | 總計 |
| 球會       | 賽季     | 聯賽     | 出場 | 入球 | 出場 | 入球 | 出場   | 入球   | 出場     | 入球     | 出場 | 入球 | 出場 | 入球 |
| ---------- | -------- | -------- | ---- | ---- | ---- | ---- | ------ | ------ | -------- | -------- | ---- | ---- | ---- | ---- |
| 史浩克04   | 2006–07  | 德甲     | 19   | 0    | 1    | 0    | 2      | 0      | 1        | 0        | —    | —    | 23   | 0    |
| 史浩克04   | 2007–08  | 德甲     | 11   | 0    | 1    | 1    | 0      | 0      | 4        | 0        | —    | —    | 16   | 1    |
| 史浩克04   | 總計     | 總計     | 30   | 0    | 2    | 1    | 2      | 0      | 5        | 0        | —    | —    | 39   | 1    |
| 雲達不萊梅 | 2007–08  | 德甲     | 12   | 1    | 0    | 0    | 0      | 0      | 2        | 0        | —    | —    | 14   | 1    |
| 雲達不萊梅 | 2008–09  | 德甲     | 28   | 3    | 5    | 2    | —      | —      | 14       | 0        | —    | —    | 47   | 5    |
| 雲達不萊梅 | 2009–10  | 德甲     | 31   | 9    | 5    | 0    | —      | —      | 8        | 0        | —    | —    | 44   | 11   |
| 雲達不萊梅 | 2010–11  | 德甲     | 0    | 0    | 1    | 0    | —      | —      | 0        | 0        | —    | —    | 1    | 0    |
| 雲達不萊梅 | 總計     | 總計     | 71   | 13   | 11   | 2    | 0      | 0      | 24       | 2        | —    | —    | 106  | 17   |
| 皇家馬德里 | 2010–11  | 西甲     | 36   | 6    | 6    | 3    | —      | —      | 11       | 1        | —    | —    | 53   | 10   |
| 皇家馬德里 | 2011–12  | 西甲     | 35   | 4    | 5    | 0    | —      | —      | 10       | 2        | 2    | 1    | 52   | 7    |
| 皇家馬德里 | 2012–13  | 西甲     | 32   | 9    | 8    | 0    | —      | —      | 10       | 1        | 2    | 0    | 52   | 10   |
| 皇家馬德里 | 2013–14  | 西甲     | 2    | 0    | 0    | 0    | —      | —      | 0        | 0        | —    | —    | 2    | 0    |
| 皇家馬德里 | 總計     | 總計     | 105  | 19   | 19   | 3    | —      | —      | 31       | 4        | 4    | 1    | 159  | 27   |
| 阿仙奴     | 2013–14  | 英超     | 26   | 5    | 5    | 1    | 1      | 0      | 8        | 1        | —    | —    | 40   | 7    |
| 阿仙奴     | 2014–15  | 英超     | 22   | 4    | 5    | 1    | 0      | 0      | 5        | 0        | —    | —    | 32   | 5    |
| 阿仙奴     | 2015–16  | 英超     | 35   | 6    | 1    | 0    | 0      | 0      | 8        | 2        | 1    | 0    | 45   | 8    |
| 阿仙奴     | 2016–17  | 英超     | 33   | 8    | 3    | 0    | 0      | 0      | 8        | 4        | —    | —    | 44   | 12   |
| 阿仙奴     | 2017–18  | 英超     | 26   | 4    | 0    | 0    | 2      | 0      | 7        | 1        | —    | —    | 35   | 5    |
| 阿仙奴     | 2018–19  | 英超     | 24   | 5    | 1    | 0    | 0      | 0      | 10       | 1        | —    | —    | 35   | 6    |
| 阿仙奴     | 2019–20  | 英超     | 18   | 1    | 1    | 0    | 2      | 0      | 2        | 0        | —    | —    | 23   | 1    |
| 總計       | 總計     | 總計     | 184  | 33   | 16   | 2    | 5      | 0      | 48       | 9        | 1    | 0    | 254  | 44   |
| 生涯總計   | 生涯總計 | 生涯總計 | 390  | 65   | 48   | 8    | 7      | 0      | 110      | 15       | 5    | 1    | 560  | 89   |

### 國家隊上陣次數

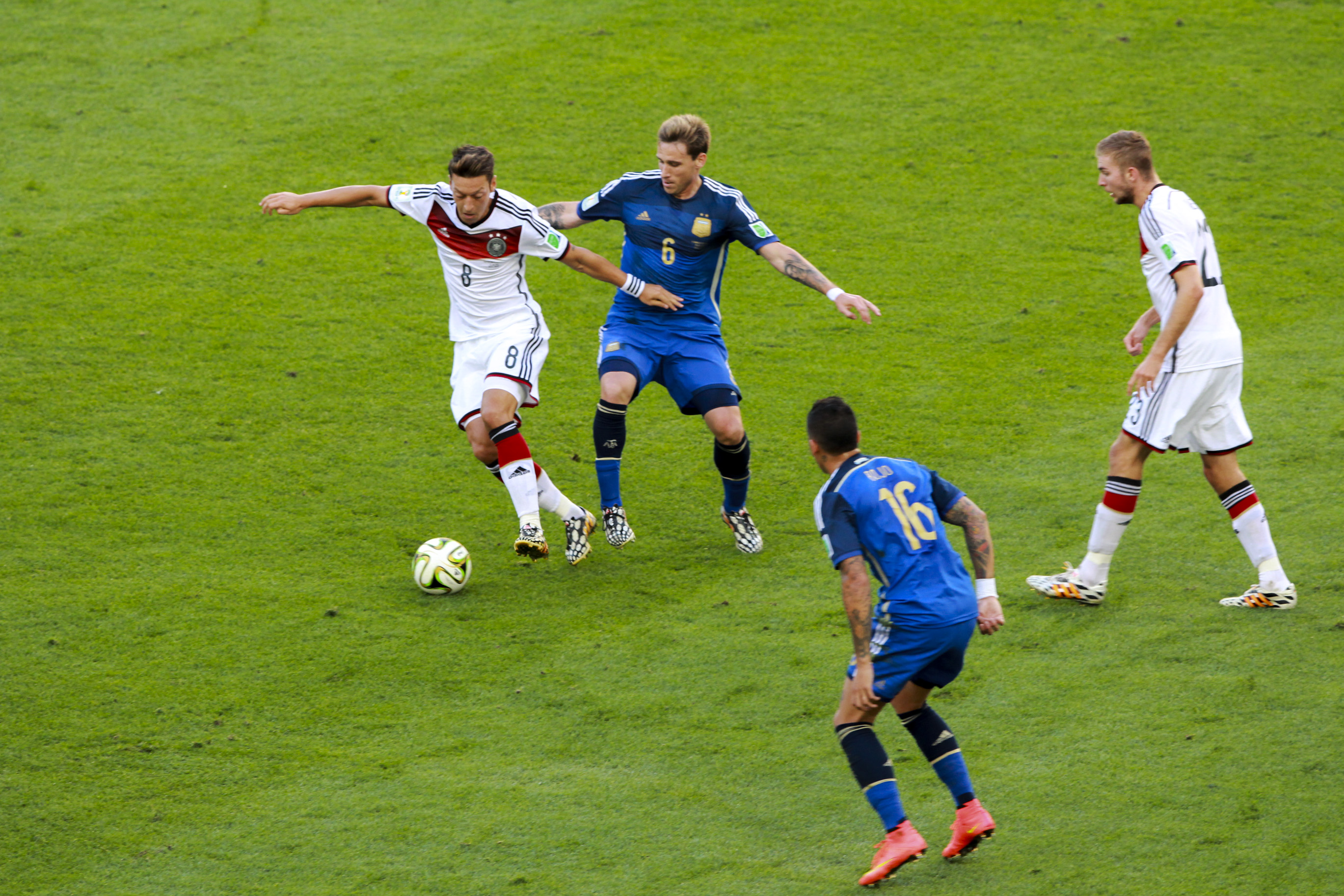
奧斯爾在2014年世界盃決賽對陣阿根廷的比賽

最後更新：2018年6月27日
| 球队       | 年份 | 出場 | 入球 |
| ---------- | ---- | ---- | ---- |
| 德国国家队 | 2009 | 7    | 1    |
| 德国国家队 | 2010 | 14   | 2    |
| 德国国家队 | 2011 | 9    | 5    |
| 德国国家队 | 2012 | 13   | 6    |
| 德国国家队 | 2013 | 9    | 3    |
| 德国国家队 | 2014 | 10   | 1    |
| 德国国家队 | 2015 | 8    | 0    |
| 德国国家队 | 2016 | 9    | 3    |
| 德国国家队 | 2017 | 5    | 1    |
| 德国国家队 | 2018 | 4    | 1    |
| 总计       | 总计 | 92   | 23   |

### 國家隊入球
最後更新：2018年6月2日
| #   | 日期           | 地點                                  | 對手       | 入球 | 比數 | 比賽                   |
| --- | -------------- | ------------------------------------- | ---------- | ---- | ---- | ---------------------- |
| 1.  | 2009年9月5日   | 德國，勒沃库森，拜耳球場              | 南非       | 2-0  | 2-0  | 友谊赛                 |
| 2.  | 2010年6月23日  | 南非，约翰内斯堡，足球城球場          |            | 1-0  | 1-0  | 2010年世界盃足球賽     |
| 3.  | 2010年10月8日  | 德國，柏林，奥林匹克体育場            | 土耳其     | 2-0  | 3-0  | 2012年欧洲国家盃外围賽 |
| 4.  | 2011年6月7日   | 阿塞拜疆，巴库，托菲克-巴赫拉莫夫球場 |            | 1-0  | 3-1  | 2012年欧洲国家盃外围賽 |
| 5.  | 2011年9月2日   | 德國，盖尔森基兴，维尔廷斯球场        | 奥地利     | 2-0  | 6-2  | 2012年欧洲国家盃外围賽 |
| 6.  | 2011年9月2日   | 德國，盖尔森基兴，维尔廷斯球场        | 奥地利     | 4-1  | 6-2  | 2012年欧洲国家盃外围賽 |
| 7.  | 2011年10月11日 | 德國，杜塞尔多夫，思捷环球竞技场      | 比利时     | 1-0  | 3-1  | 2012年欧洲国家盃外围賽 |
| 8.  | 2011年11月15日 | 德国，汉堡，北方银行竞技场            | 荷蘭       | 3-0  | 3-0  | 友谊赛                 |
| 9.  | 2012年6月28日  | 波兰，华沙，国家体育场                | 義大利     | 1-2  | 1-2  | 2012年欧洲足球锦标赛   |
| 10. | 2012年9月7日   | 德国，汉诺威，AWD球场                 | 法罗群岛   | 2-0  | 3-0  | 2014年世界杯外围赛     |
| 11. | 2012年9月7日   | 德国，汉诺威，AWD球场                 | 法罗群岛   | 3-0  | 3-0  | 2014年世界杯外围赛     |
| 12. | 2012年9月11日  | 奥地利，维也纳，恩斯特·哈佩尔球场     |            | 2-0  | 2-1  | 友谊赛                 |
| 13. | 2012年10月12日 | 爱尔兰，都柏林，英杰华体育场          | 愛爾蘭     | 3-0  | 6-1  | 2014年世界杯外围赛     |
| 14. | 2012年10月16日 | 德国，柏林，柏林奥林匹克体育场        | 瑞典       | 4-0  | 4-4  | 2014年世界杯外围赛     |
| 15. | 2013年9月10日  | 法罗群岛，托尔斯港，贡达达勒体育场    | 法罗群岛   | 2-0  | 3-0  | 2014年世界杯外围赛     |
| 16. | 2013年10月11日 | 德国，科隆，莱茵能源球场              | 愛爾蘭     | 3-0  | 3-0  | 2014年世界杯外围赛     |
| 17. | 2013年10月15日 | 瑞典，索尔纳，友谊体育馆              | 瑞典       | 1-2  | 5-3  | 2014年世界杯外围赛     |
| 18. | 2014年6月30日  | 巴西，累西腓，伯南布哥體育場          | 阿尔及利亚 | 2-0  | 2-1  | 2014年世界杯外围赛     |
| 19. | 2016年3月29日  | 德國，慕尼黑，安聯球場                | 義大利     | 4-1  | 4-1  | 友谊赛                 |
| 20. | 2016年7月3日   | 法國，波爾多，新波爾多體育場          | 義大利     | 1-0  | 1-1  | 2016年歐洲國家盃       |
| 21. | 2016年11月6日  | 德國，慕遜加柏，普魯士公園體育場      | 芬兰       | 2-0  | 2-0  | 友誼賽                 |
| 22. | 2017年9月4日   | 德国，斯图加特，梅赛德斯-奔驰竞技场   | 挪威       | 1–0  | 6–0  | 2018年世界杯预选赛     |
| 23. | 2018年6月2日   | 奥地利，克拉根福，韋爾特湖球場        | 奥地利     | 1–0  | 1–2  | 友谊赛                 |

## 荣誉

### 俱乐部
云达不莱梅
- 德国足协杯冠军：2008-09賽季

 皇家马德里
- 西甲聯賽冠軍：2011-12賽季
- 国王杯冠军：2010-11賽季
- 西班牙超級盃冠军：2012年

 阿仙奴

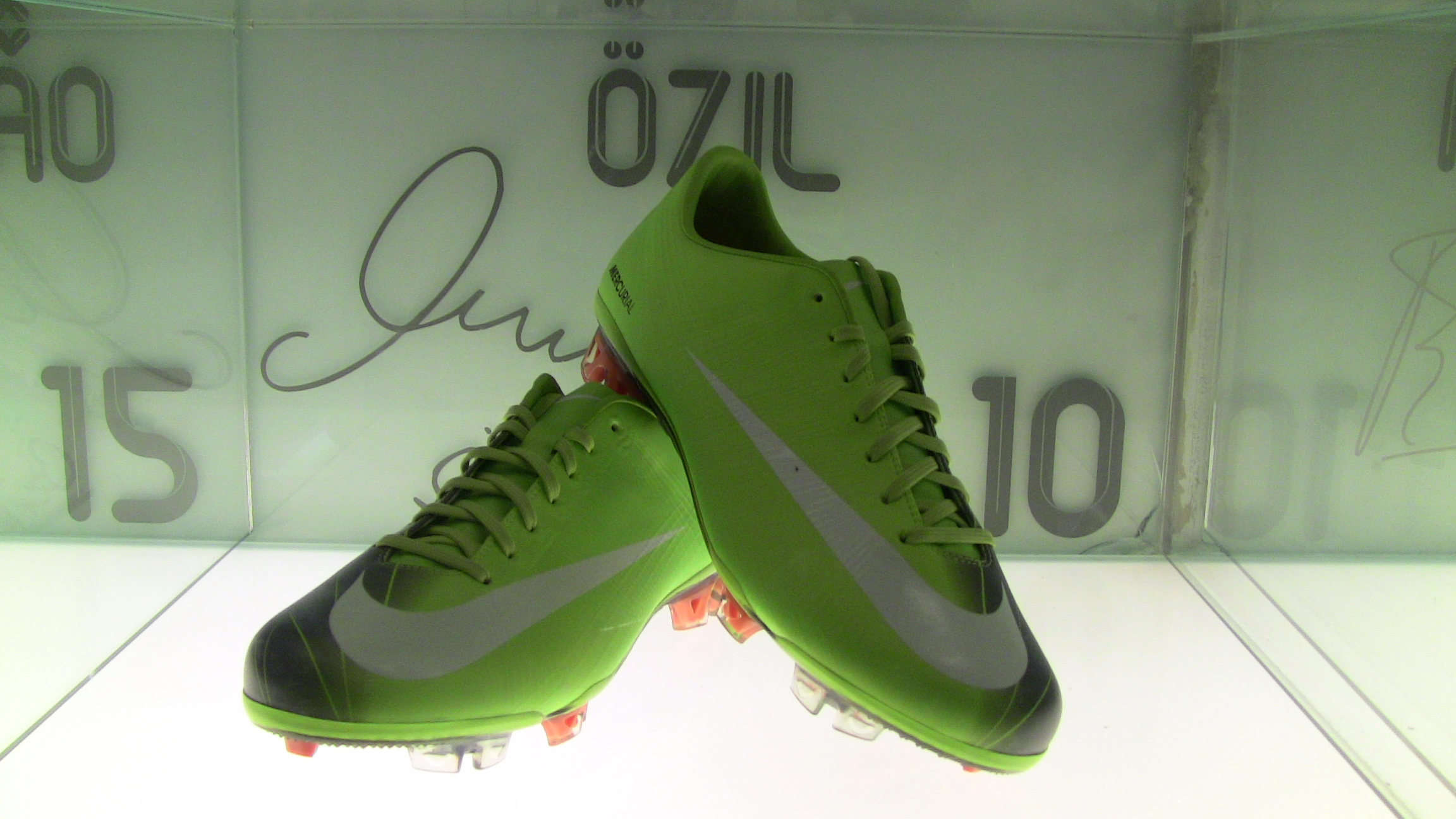
於班拿貝球場內展示的奧斯爾球鞋

- 英格蘭足總盃冠軍：2014年，2015年，2017年，2019-20賽季[230]
- 英格蘭社區盾 冠軍：2015年、2017年

### 国家队
德国U-21
- 欧洲U-21足球锦标赛

冠军：2009
 德国国家队
- 世界杯

季軍：2010
冠軍：2014

### 个人
| - 德國足球先生：2011年，2012年，2013年，2015年，2016年 - 德甲助攻王：2009年 - 世界盃助攻王：2010年（共享） - 世界盃金球獎：獲提名 - 世界盃全場最佳球員：2010年德國對加納 - 歐聯助攻王：2011-12賽季 - 西甲助攻王：2011-12賽季 | - 歐洲國家盃助攻王：2012年（共享） - 2012年欧洲足球锦标赛-最佳阵容 - 歐洲足協年度最佳陣容：2012年，2013年 - 英超助攻王：2015-16賽季 - 2012年歐洲最佳球員：第10名 - 國際足協金球獎：第13名（2010年），第11名（2011年），第14名（2012年），第16名（2013年） - 2009年欧洲U-21足球锦标赛：決赛最佳球员 - 阿仙奴最佳球員：2015–16賽季 |

## 外部連結
- 官方网站
- Soccerway資料庫：梅苏特·厄齐尔
- 足球数据库：奧斯爾的球员统计数据
- 阿仙奴官方網站資料（页面存档备份，存于）
- 英超官方網站資料（页面存档备份，存于）
- 奧斯爾（页面存档备份，存于） at kicker.de （德文）
- fussballdaten.de：奧斯爾之統計數據 （德文）
- ESPN資料（页面存档备份，存于）
- BDFutbol profile（页面存档备份，存于）
- Goal.com資料（页面存档备份，存于）
- 梅苏特·厄齐尔在 National-Football-Teams.com 上的出场纪录
- 梅苏特·厄齐尔 – FIFA國際賽競賽紀錄 (存檔)